# 今井晶子
今井 晶子（いまい あきこ、1965年6月12日 - ）はニューヨーク在住のテレビリポーター、アナウンサー、キャスター、ディレクター、プロデューサー。2011年3月までは『ズームイン!!SUPER』を中心にリポーターとして活動していた。日本のテレビ番組の製作スタッフとしても携わっている。
『ズームイン!!SUPER』終了後は、ディレクター、プロデューサー業務を中心に行なっている。
アメリカで、事件事故が起きたり、突発的な事があるとリポートも行っている。

## 来歴・人物
- 1992年より日本テレビ『ズームイン!!朝!』ニューヨークキャスターとなる。その後、『ズームイン!!SUPER』になったのを機に、全米からのリポートを担当する。2001年9月11日に起きたアメリカ同時多発テロ事件では、事件直後から最前線でリポートをした。2011年3月『ズームイン!!SUPER』終了まで全米のニュースやトピックのリポートを担当。
- 2013年7月に讀賣テレビ放送『ミヤネ屋』でジョンベネ殺害事件を振り返るリポートを行い、父親のジョン・ラムジーに、自宅でインタビューを行った。
- 日本テレビアナウンサー古市幸子と親交が深い。
- 渡米前にはNHK教育テレビの講座番組『ベストスキー』中級編で平沢文雄のアシスタントやテレビ朝日『こんにちは2時』、テレビ東京『レール7』でレポーターを務めていた。

## 過去の出演番組
- 日本テレビ 『ズームイン!!SUPER』、『ズームイン!!朝!』、NHK教育テレビ 『ベストスキー (NHK)』、テレビ朝日『こんにちは2時』、テレビ東京『レール7』他
- 日本テレビ  『キヤノンスペシャル2009 人類は宇宙を目指した!北野武×NASA50年　奇跡の挑戦!完全実写ファイル』
- 讀賣テレビ放送『ミヤネ屋』
- 他